# Кузьминец
Кузьминец (укр. Кузьминець) — село в Перегинской поселковой общине Калушского района Ивано-Франковской области Украины.
Население по переписи 2001 года составляло 85 человек. Занимает площадь 3,063 км². Почтовый индекс — 77672. Телефонный код — 03474.